# Церковь Михаила Архангела (Архангельское)
Церковь Михаила Архангела — недействующий православный храм, находящийся в селе Архангельское Чернского района Тульской области.

## История
Деревянная церковь в селе Архангельское упоминается в «Главах писцовых книгах Черньсково уезда» 1630—1631 годов. Нынешнее здание церкви Архистратига Михаила, каменное, построено в 1855—1862 года, вместо прежнего деревянного храма того же посвящения. Устроительницей храма на свои личные средства, с небольшим добавлением церковных средств, была девица из дворян А. В. Ладыженская.
Ею же был устроен и главный иконостас в храме. В последующее время храм благоустраивался также усердием частных лиц. Так, в 1875 году в трапезной части храма помещицей Е. А. Ладыженской на собственные средства был устроен придел во имя святого Димитрия Ростовского и приобретена для этого придела вся нужная утварь.
В 1888 году на средства чернского мещанина Ивана Семеновича Баскакова, с добавлением 800 руб. из церковных денег, был устроен другой придел во имя святых мучеников Флора и Лавра. Причт состоял из священника, дьякона и псаломщика.
В приходе было три школы: министерская в самом селе и в деревнях Круглом и Ишкове школы грамоты. В сельце Круглом школа грамоты была открыта в 1891 году в наемном помещении, законоучителем был священник Алексей Базаров, а учителем — Михаил Рождественский; по отчету о деятельности Тульского Епархиального Попечительства за 1897 год в ней обучались 13 мальчиков.
В церкви был крещён композитор Александр Сергеевич Даргомыжский.
После закрытия здание церкви использовалось под колхозные мастерские. В настоящее время пустует, находится в аварийном состоянии. Здание храма не включено в список объектов культурного наследия.